# Punk (Musik)

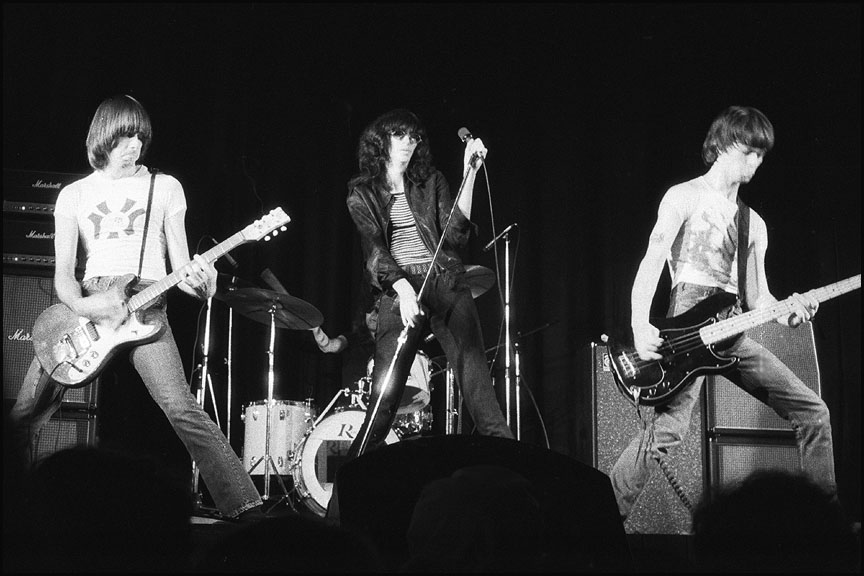
Ramones, eine Punk-Band der ersten Stunde

Punk [pʌŋk] (auch Punk-Rock oder Punkrock, im englischen Sprachraum auch punk rock) ist eine Stilrichtung der Rockmusik, die Mitte der 1970er Jahre in New York und London zusammen mit der Subkultur des Punk entstanden ist. Nachdem sich der Punk-Rock etabliert hatte, entstanden verschiedene Stilrichtungen mit eigenen Subkulturen. Auf Punkkonzerten entwickelte sich mit dem Pogo ein zur Musik passender Tanzstil.

## Stilmerkmale

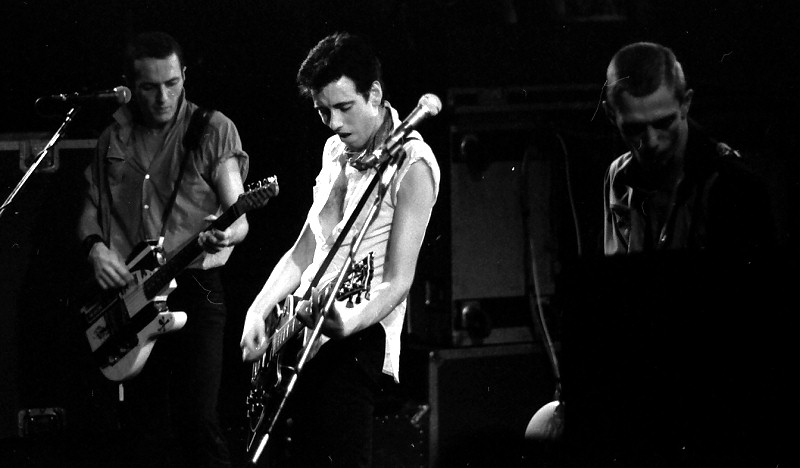
The Clash

Punk-Rock zeichnet sich durch trivial-einfache, jedoch nicht unoriginelle Kompositionen aus, was mit dem Schlagwort „drei Akkorde“ treffend umschrieben wird. Punkbands setzen typischerweise auf die traditionelle Besetzung einer Rock-Band, bestehend aus einer oder zwei Gitarren, Bass, Schlagzeug und Gesang. Der Sound ist durch übersteuerte Gitarrenverstärker, hohe Tempi und manchmal eine raue Gesangsstimme geprägt. Die Texte sind konfrontativ bis aggressiv, üben Gesellschaftskritik oder transportieren politische oder nihilistische Inhalte. Die Gitarrenparts beschränken sich meist auf verzerrte Power Chords oder Barrégriffe, instrumentale Intros vor den eigentlichen Songs kommen ebenso wie Instrumentalstücke kaum vor. Laut John Holmstrom, einem Karikaturisten des Punk Magazine, war Punk-Rock „Rock ’n’ Roll von Leuten, die keine großen Fähigkeiten als Musiker hatten, aber trotzdem ein Bedürfnis fühlten, sich durch Musik auszudrücken“.

## Gesellschaftliche Aspekte

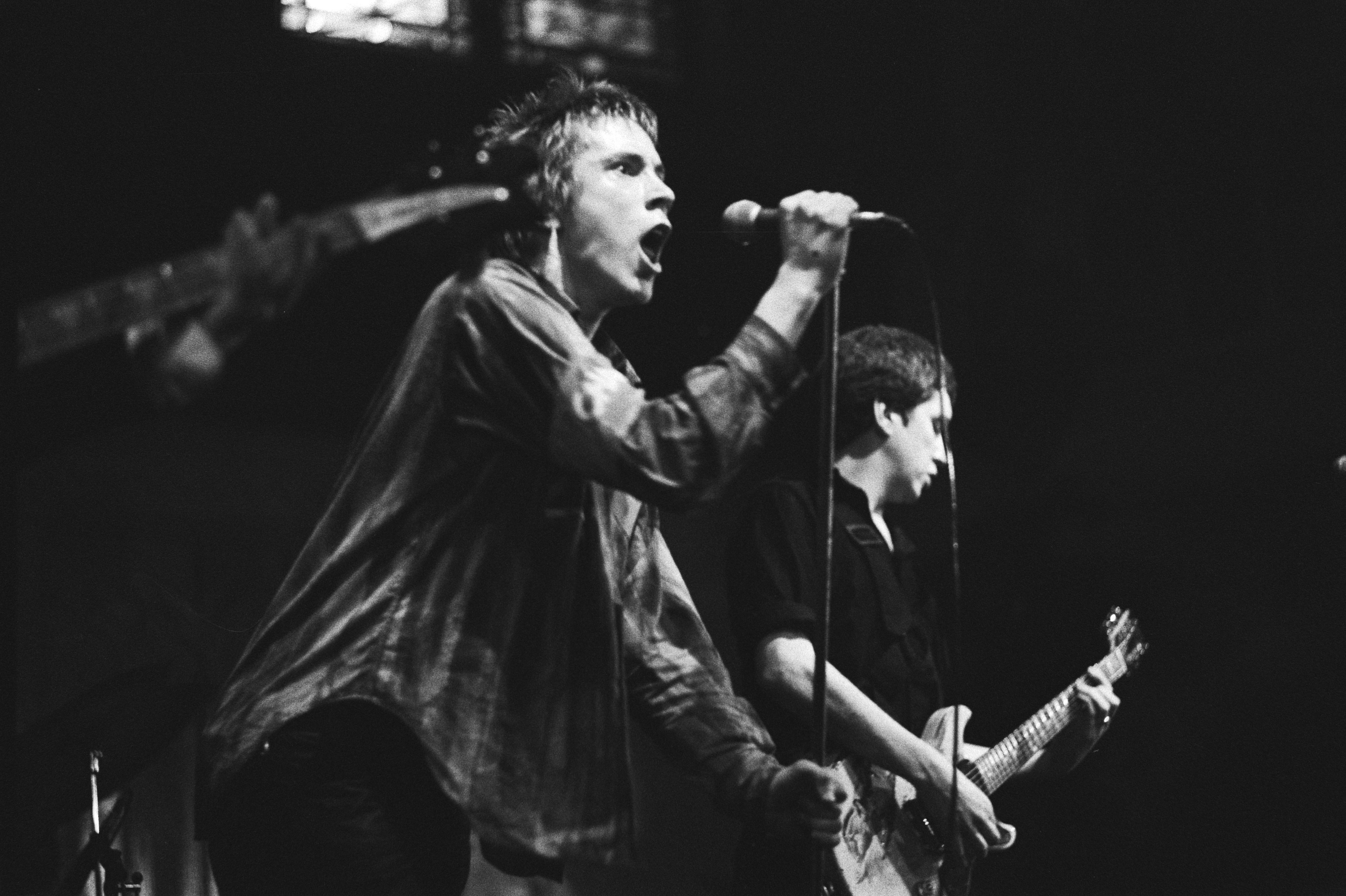
Sex Pistols

Die Punk-Subkultur ist durch die Ablehnung bürgerlicher Werte und gesellschaftlicher Regeln sowie die Auflehnung dagegen bestimmt. Punk-Musik in ihrer Ursprungsform war eine rohe und ungeschliffene Form des Rock ’n’ Roll und grenzte sich damit vom als artifiziell empfundenen Progressive Rock wie auch von der Disco-Kultur ab. Tommy Ramone äußerte in diesem Zusammenhang: „1973 wusste ich: was gebraucht wird, ist reiner Rock ’n’ Roll ohne Bullshit.“ Laut John Holmstrom „musste Punk Rock kommen, da die Rockszene so zahm geworden war, dass Acts wie Billy Joel und Simon & Garfunkel als Rock ’n’ Roll bezeichnet wurden, wohingegen für mich und andere Fans, Rock ’n’ Roll für wilde und rebellische Musik stand.“ Darüber hinaus lehnte die Subkultur auch „den politischen Idealismus und die kalifornische Flower-Power-Albernheit des Hippie-Mythos“ ab, so Musikjournalist Robert Christgau. Patti Smith hingegen äußert in der Dokumentation 25 Years of Punk, dass Hippies und Punks durch eine gemeinsame Anti-Establishment-Mentalität verbunden waren. Einige Punk-Musiker lehnten nicht nur den Mainstream-Rock und die mit ihm verbundene Kultur ab, sondern insbesondere die populärsten Protagonisten der Musikbranche. So proklamierten The Clash: „No Elvis, Beatles or The Rolling Stones 1977“ (Kein Elvis, keine Beatles oder Rolling Stones im Jahre 1977). Das Jahr 1977, der Summer of 77, das mit der Blüte der britischen Punkszene assoziiert wird, sollte sowohl musikalisch als auch kulturell betrachtet ein Jahr Null sein. In diesem Sinne enthielt auch der 1980 aufgenommene und die Zeit retrospektiv behandelnde Song Punk 80 der deutschen Band Artless die Zeilen: „Wir wollten neue Wege gehen / Wir ließen alte Helden stehen“.

## Entwicklung des Punk

### Vorläufer des Punk

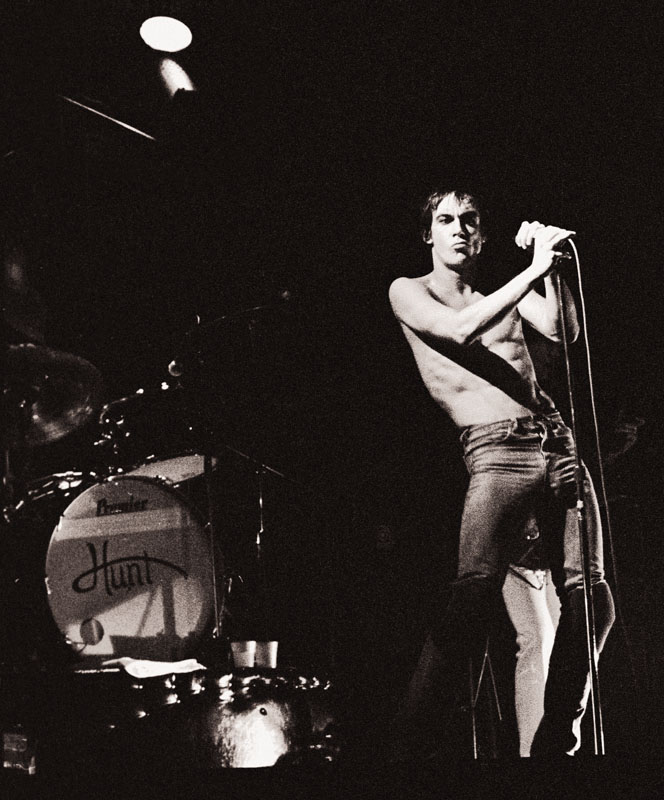
Iggy Pop, ein Godfather of Punk

Der englische Begriff „punk“ selbst erfuhr seit Beginn seiner Verwendung einen Bedeutungswandel; ab dem 16. Jahrhundert wurde er als Synonym für Prostituierte verwendet, ab dem 18. Jahrhundert für männliche Kleinkriminelle und Schläger. Die erstmalige Verwendung im Zusammenhang mit Musik erfolgte 1970 durch den US-Musiker Ed Sanders (The Fugs), der in einem Interview mit der Tageszeitung Chicago Tribune die Musik seines ersten Soloalbums als „punk rock“ bezeichnete.
Die musikalischen Ursprünge des Punk-Rock lagen in den rohen Formen des Rock ’n’ Roll der 1950er-Jahre, im Garagenrock der 1960er-Jahre, im amerikanischen Protopunk sowie im britischen Glam Rock und Pub Rock der frühen 1970er-Jahre. Die Einflüsse reichen von den Stooges, deren Sänger Iggy Pop heute gelegentlich als „Godfather des Punk“ bezeichnet wird, bis hin zu Roxy Music; die Buzzcocks nannten selbst den experimentellen Psychedelic Rock der deutschen Band Can. Als stilistisch wichtiger Einfluss wird auch die Band Neu! („punk before punk“) angesehen, und zwar insbesondere das Stück Hero, das auf Neu! ’75 erschien und alle wesentlichen Elemente des Punks bereits enthielt.

### Anfänge des Punk
Garage-Rock-Bands aus der Prä-Punk-Ära spielten einfache, meist kurze Songs, oft auch Uptempo-Coverversionen bekannter Songs. Über das Debütalbum der MC5 beispielsweise schrieb Lester Bangs, dass die meisten Stücke in ihren primitiven drei-Akkord-Strukturen kaum voneinander zu unterscheiden seien. So sind etwa die Hälfte der Songs auf dem ersten Ramones-Album kürzer als zwei Minuten und mit dem im Rock ’n’ Roll üblichen Strophe-Refrain-Schema im 4/4-Takt eingespielt, der Gesang klingt eher nach Schreien als nach Singen. Die folgenden Generationen brachen zum Teil mit diesen Strukturen, für ihre Musik wurden neue Bezeichnungen geprägt.
Direkter Vorgänger des Punkrock war der Proto-Punk mit der überaus einflussreichen Band The Modern Lovers des Gründers und Leadsängers Jonathan Richman sowie den New York Dolls. Als mindestens ebenso einflussreich gelten Lou Reed mit seiner Band The Velvet Underground und die 1974 gegründete New-Wave-/Punkband Blondie, gegründet von Deborah Harry und dem Songwriter und Leadgitarristen Chris Stein.
Als einer der Godfathers of Punk gilt der Musik-Manager Danny Fields. Fields arbeitete ab Ende der 60er Jahre für Jac Holzmans Elektra Records und nahm u. a. die noch unbekannten MC5 und The Stooges unter Vertrag. Die 1964 gegründete Band MC5 aus Lincoln Park, Detroit war einer der wichtigsten Vorläufer der Punk-Musik und propagierten öffentlich das stilbildende Credo von Sex, Drugs and Rock’n Roll. MC5 und The Stooges dienten als wichtige und wegbereitende Inspirationen für die amerikanische und britische Punkbewegung der 70er-Jahre. 1975 entdeckte Fields auch die Ramones, die ihm 1980 auf ihrem Album End of the Century den Titel „Danny says“ widmeten.
Ab 1974 traten die Punkpioniere Alan Vega und Martin Rev von Suicide, sowie Richard Manitoba, Andy Shernoff und Ross Friedman mit ihrer Band The Dictators im New Yorker CBGB auf. Der von Hilly Kristal gegründete Club war Keimzelle und Szenetreffpunkt der neuen New-Yorker Punk-Bands und ist eine heutige Pilgerstätte des Punkrock.

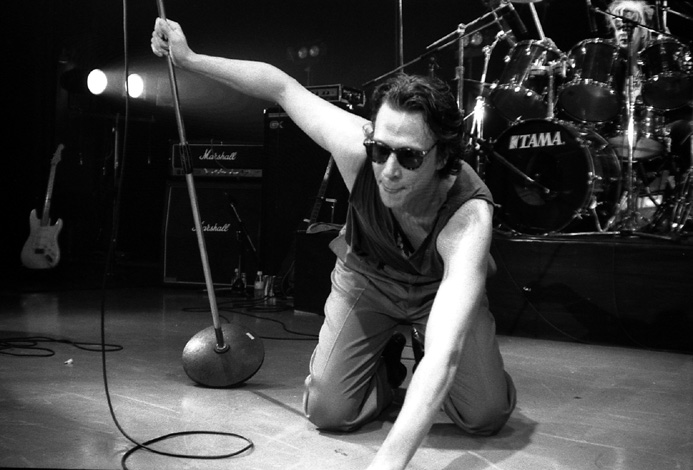
Richard Hell

Hier fanden Punk-Rock- und New-Wave-Legenden wie Tommy Ramone und Joey Ramone mit den Texten des Ramones-Songwriters Daniel Rey das erste Mal Gelegenheit vor Publikum zu spielen. Im CBGB wurden 1975 die Ramones von Danny Fields entdeckt und den Gründern des Labels Sire Records, Seymour Stein und Richard Gottehrer empfohlen. Diese nahmen die Ramones unter Vertrag und veröffentlichten auf Sire Records 1976 das Ramones-Debütalbum Ramones. Fortan wurden Seymour Stein und Gottehrer zu Produzenten einiger Bands aus dem Umfeld des CBGB und intensive Förderer der Punkrock-Bewegung, darunter auch die Punklegenden The Dead Boys und Richard Hell and The Voidoids. Richard Hell war der erste, der den typischen Punklook, bestehend aus nach oben gegelter Stachelfrisur, zerrissenem T-Shirt und schwarzer Lederjacke, prägte – lange vor den Sex Pistols.
Die Sex Pistols traten zum ersten Mal im November 1975 auf. Nach einem medienwirksamen Skandalinterview in der quotenstarken Bill Grundy-Show im englischen Fernsehen im Dezember 1976 wurde Punk auch in Großbritannien bekannt. In diesem Jahr hatten Bands wie die Sex Pistols, Generation X, die Ramones, London SS und The Clash ihren Durchbruch. 1977 wurde Punk schließlich zu einem großen Medienphänomen und The Clash wurden vom Major-Label CBS Records unter der Leitung des legendären Musikmanagers Clive Davis mit einem 100.000 Britische Pfund schweren Vertrag ausgestattet. Bevor der Punk im Vereinigten Königreich wirklich losging, begann auch schon direkt der Ausverkauf. Die Entwicklung in Nordirland verlief verzögert – lokale Bands wie Rudi, Stiff Little Fingers und The Undertones wandten sich erst im Laufe des Jahres 1976 dem Punk zu – und war auch im Zusammenhang mit den Troubles zu sehen.
Bedeutende Punkpioniere wie James Osterberg alias Iggy Pop, Lewis Allen Rabinowitz alias Lou Reed, Tamás Erdélyi alias Tommy Ramone (Gründer, Produzent und Schlagzeuger der Ramones), Jeffrey Hyman alias Joey Ramone, Ramones-Textschreiber Daniel Rabinowitz alias Daniel Rey, Mick Jones (The Clash), Boruch Alan Bermowitz alias Alan Vega (Suicide), Martin Reverby alias Martin Rev (Suicide), Richard Blum alias Richard Manitoba (The Dictators), Ross Friedman (The Dictators), Andy Shernoff (The Dictators), Richard Meyers alias Richard Hell (Richard Hell and the Voivods), Chris Stein (Blondie), Lenny Kaye (Patti Smith Group), Jonathan Richman (The Modern Lovers) sind jüdischer Abstammung. Ebenso Manager und Produzenten der ersten Stunde des Punk wie Daniel Feinberg alias Danny Fields (Iggy & The Stooges, Ramones, Velvet Underground, The Modern Lovers, MC5), Marty Thau (New York Dolls, Suicide), Seymour Stein (Richard Hell and The Voidoids, The Dead Boys), Jacob “Jac” Holzman (The Stooges, MC5), Richard Gottehrer (Blondie, Debbie Harry, Ramones), Malcolm McLaren (Sex Pistols), Bernhard Rhodes (Sex Pistols, The Clash, London SS), Clive Davis (The Clash) und CBGB-Gründer Hilly Kristal. Dementsprechend schreibt der US-amerikanische Autor Steven Lee Beeber über die jüdischen Wurzeln des Punk: „Punk reflektiert die gesamte jüdische Geschichte von Unsicherheit und Unterdrückung, Flucht und Wanderschaft, Dazugehören und Nicht-Dazugehören, immer zerrissen zu sein, gleichzeitig drin und draußen, gut und schlecht, Teil und Nicht-Teil zu sein."

### Weiterentwicklung des Punk
Der programmatische Ansatz der Einfachheit, das Selbstverständnis der genialen Dilettanten als Affront gegen musikalische Virtuosität, bescherte der Punk-Musik in ihrer Anfangszeit zwar einen großen Auftrieb, führte in der Folgezeit jedoch dazu, dass sich Musiker mit wenig kreativem Potential der Bewegung anschlossen. Damit ging eine Kommerzialisierung und Vereinnahmung als Modetrend einher. Ende der 1970er, Anfang der 1980er-Jahre spaltete sich der Punk in verschiedene Genres auf, von denen einige die Aggressivität der Musik sowie die Attitüde beibehielten und nach wie vor dem Punk zugeordnet werden, andere sich jedoch so weit von den Ursprüngen entfernten, dass sie nicht mehr als Subgenres des Punk angesehen werden. Im Wesentlichen können in der Folge drei Stilrichtungen unterschieden werden:
- Bands, die dem musikalischen Credo treu blieben und in ihren Aussagen zunehmend politischer wurden, wie zum Beispiel The Clash und später die Hardcore-Bewegung;
- Bands, die den Punk zunehmend als Show inszenierten, wie etwa die Sex Pistols oder die Ramones;
- Künstler, die sich in andere musikalische Felder weiterentwickelten, aber den Gedanken des Punk als Gegenkultur und viele der für den Punk-Rock typischen Stilmittel übernahmen. Dazu zählen etwa die Stilrichtungen New Wave und Independent, die in der frühen Phase als Post-Punk bezeichnet wurden.

In dieser Zeit entstanden u. a. der Oi!, eine Musikrichtung, die auch unter Skinheads Anklang findet, der Hardcore-Punk, der Anarcho-Punk, der Folk-Punk der Pogues, der Psychobilly sowie der Gothic Rock, der Punk-Einflüsse mit Glam- und Psychedelic-Rock-Elementen vermischt, und der nicht klar davon zu trennende Death-Rock. Einige der neuen Spielarten entstanden, weil die alten Bands der nachfolgenden Generation zu kommerziell, zu stark von den Major Labels beherrscht oder aber nicht radikal genug waren. Einige Bands wandten sich anderen Musikgenres zu, was zu einer Spaltung der Szene und zu Rivalitäten zwischen den Vertretern der verschiedenen Stilrichtungen führte.

### Einfluss auf andere Stile
Einflüsse des Hardcore und des Anarcho-Punk finden sich im Thrash Metal, im Crust- und Grindcore sowie auch im Metalcore. Außerdem gilt der Grunge als Subgenre des Punk, kombiniert mit traditionellem Hard Rock und Heavy Metal der 1970er Jahre.